# Manuela Margarido
Pour les articles homonymes, voir Margarido.
Maria Manuela Conceição Carvalho Margarido (11 septembre 1925 à Roça Olímpia sur l'île de Principe - 10 mars 2007 à Lisbonne) est une poétesse santoméenne.

## Biographie
Manuela Margarido née en 1925 est la fille de David Guedes de Carvalho, magistrat appartenant à une famille de Juifs portugais originaire de Porto et d'une mère venant de Goa, ayant des origines portugaises et angolaises. Elle fréquente l'école Franciscaine de Valença et plus tard, étudie au Collège do Sagrado Coração de Maria à Lisbonne.
Manuela Margarido embrasse la cause de la lutte contre le colonialisme, dès les années 1950, décennie de l'indépendance de l'archipel. En 1953, elle milite contre le Massacre de Batepá commis par les colons portugais. Margarido visite régulièrement la Casa dos Estudantes do Império, la Maison des Étudiants de l’Empire, un établissement qui est devenu le centre des mouvements de libération des colonies portugaises d'Afrique.
Elle dénonce dans sa poésie l'oppression coloniale et la misère des habitants de Sao Tomé-et-Principe qui vivent et travaillent dans les plantations de café et de cacao,.
En France où elle est en exil, elle étudie la religion, la sociologie, l'ethnologie et le cinéma à l' École Pratique de Hautes Études où elle est l'élève de Roland Barthes et à la Sorbonne à Paris. Elle est par la suite bibliothécaire et secrétaire de l'Institut des études portugaises et brésiliennes de la Sorbonne.
Après la Révolution des Œillets au Portugal en avril 1974, où le régime fasciste d'Estado Novo prend fin, elle retourne à Sao Tomé-et-Príncipe, où elle devient ambassadrice de son pays à Bruxelles et participe à différentes organisations internationales dont l'Organisation des Nations unies pour l'éducation, la science et la culture. Elle travaille également dans le théâtre et étudie pour l'examen portugais appelé « Estudos Ultramarinos » (« études extra-marines »).
À Lisbonne, où elle vit, Margarido prend part à la diffusion de la culture de son pays, étant considérée avec Alda do Espírito Santo, Caetano da Costa Alegre et Francisco José Tenreiro, comme l'un des plus grands noms de la poésie de Sao Tomé-et-Principe et du Golfe de Guinée.
Par ailleurs, elle est membre du conseil du magazine Atalaia du Centre interdisciplinaire de Science, Technologie et Sociétal de l'Université de Lisbonne (Centro Interdisciplinar de Ciência, Tecnologia e Sociedade da Universidade de Lisboa, CICTSUL).
Elle meurt à Lisbonne à l'âge de 83 ans à l'hôpital São Francisco Xavier, où elle était hospitalisée. Son enterrement a lieu au siège de la Grande Oriente Lusitano.

## Ouvrage
Son plus grand travail est Alto como o silêncio, publié en 1957.
Sa poésie s'intéresse aux paysages de son pays natal mais aussi à la vie quotidienne de ses habitants comme dans ânsia de liberdade.